# Ptilimnium viviparum
Ptilimnium viviparum là một loài thực vật có hoa trong họ Hoa tán. Loài này được (Rose) Mathias miêu tả khoa học đầu tiên năm 1936.